# ワリオランド2 盗まれた財宝
『ワリオランド2 盗まれた財宝』（ワリオランド2 ぬすまれたざいほう、Wario Land 2）は、任天堂から1998年10月21日に発売されたゲームボーイカラー対応ソフト。1998年3月9日に北米にてゲームボーイ用ソフトとして先行発売し、日本においては同年10月21日にゲームボーイカラー用ソフトとして本体と同時発売された。
ナンバリングは「2」だが、ワリオランドシリーズとしては『スーパーマリオランド3 ワリオランド』『バーチャルボーイワリオランド アワゾンの秘宝』に続く3作目。
2012年にニンテンドー3DSのバーチャルコンソール対応ソフトとして配信された。

## ストーリー
静かな朝、ワリオの住む「ワリオ城」に女海賊シロップ率いるブラックシュガー団が侵入した。ブラックシュガー団は城のお宝を盗み、城中を水浸しにし、あげくに城のマークを変えてしまう。慌しくなった朝に、ワリオが今、目覚めようとしている。

## システム
本作ではワリオに体力、ならびに残機の設定が無く、敵からダメージを受けても所持しているコインを数枚落としつつ後ろに吹っ飛んでいく動作を取るのがほとんどである。また、アクションゲームに多いステージからの落下の要素も無いためゲームオーバーの概念が無い。この「ワリオは不死身」という特徴は以降のシリーズにも受け継がれている。
敵から受ける攻撃の中には、ワリオがステージを攻略するのに必要な姿に変身させるものがある。この変身は「リアクション」と呼ばれる。
プレイヤーの行動や隠しゴールによってステージが分岐していくマルチエンディング方式を取っている。
各ステージのどこかには、ステージ内で獲得したコインを消費してお宝の獲得を目指すミニゲームに挑戦できる部屋がある。また、ステージクリア直後にも地図パネルを獲得できるミニゲームに挑戦が可能。
なお、本作ではコインはミニゲームでのみ使用する。

### リアクション
つぶれる
上から分銅のドドンや大きな岩によって潰されるとこうなる。紙のようにひらひらと漂い、床の隙間などの狭い空間を通ることができる。水に浸かるか水滴を浴びるかDバットにつままれると元に戻る。
太る
コックが投げるケーキを食べてしまうとこうなる。動きが遅くなり、タックルができなくなるが、敵は接触するだけで倒せる。また、この状態でのみ踏んで壊せるブロックがある。一定距離を歩いたり、ジャンプするなどして汗をかくと元に戻る。
燃える
ヒキツネの火を浴びるとこうなる。尻に火が付き、一定時間強制的に走り続け、終いには火が全身に回る。全身に火が回ると左右に動くことしかできないが、この状態で壊せるブロックがある。放置しておくと最後に黒焦げになるが、くしゃみをして元に戻る。途中で水に浸かることでも戻る。
酔っ払う
ペンペンが投げてくるビールに接触するとこうなる。千鳥足になって多少移動しづらくなるが、ゲップで敵を倒せる。水に浸かると元に戻る。
ゲップは射程が短い上、この状態でないと壊せないブロック等は存在せず、メリットがないリアクションの一つ。
ちなみに、英語へのローカライズに伴ってこのリアクションは「鉄球を頭に受けて目を回している」という設定に変更されている。
ゾンビ
ユーレイに触れるかゾンビの攻撃を受けるとこうなる。一部の床を高いところから落ちることですり抜けられる。また、接触するだけで敵を倒せる。日の光を浴びると元に戻る。
顔がふくらむ
プクバチやデュークに刺されるとこうなる。顔が膨らみ、上へゆっくりと上昇する。トゲや天井に当たると元に戻る。
チビワリオ
マジシャンの魔法攻撃を受けるとこうなる。初代ワリオランドのチビワリオと同じ姿。攻撃はできなくなるがジャンプ力が上がり、狭い隙間にも入れるようになる。水に浸かるかダメージを受けると元に戻る。
跳ねる
ハンマーに叩かれるとこうなる。身体がバネのようになり、左右移動と跳ねる以外の行動ができなくなるが、ジャンプ力が驚異的に上がる。一定時間跳ねると元に戻る。
凍る
ユキマルの氷弾を受けるとこうなる。氷漬けになり、壁にぶつかるまで滑り続ける。滑っている最中は無敵だが、触れても敵を倒すことはできず、一切の操作ができないため、他のリアクションに比べてメリットは少ない。無敵を利用して強引に敵陣を突破する際に使用すると良い。
泡に閉じ込められる
水中で泡に触れると水面に浮上するか、天井に当たるまで連れて行かれる。泡に入った状態でも左右の操作が少し利くほか、水流に逆らうことができる。
フクロウにつかまる
グーの足を掴むことで、空を飛べるようになる。ダメージを受けるか手を放すと地面に落ちる。グーは何度でも同じ場所に復活するが、最初は寝ているので触るか近くで地震を起こして起こす必要がある。

### ミニゲーム
絵合わせゲーム
各ステージに一ヶ所あり、どこかの扉に入ると挑戦できる。
まずはパネルの回転速度を決める。速ければ速いほどゲーム代は安くなるが、その分当てにくくなる。「はやい」は50コイン、「ふつう」は100コイン、「おそい」は200コイン必要。
続いて、敵の柄が描かれた錠前が宝箱の前に現れ、8枚のパネルの中から同じ柄を選ぶ。パネルは少しの間だけ表になり、すぐ裏返される。正しい柄を選ぶとお宝を手に入れることができる。
間違えた場合、コインがあれば部屋に入り直すことで再挑戦が可能。ただしすでにお宝を手に入れたステージでは再挑戦できない。
数字当てゲーム
1ステージクリアすると挑戦できる。50コインでパネルを1枚めくることができ、0から9のどの数字かを当てる。
エンディングを見る前はパネルを1枚めくるたびにもう1枚めくるか答えるか選択できるが、エンディングを見ると、コインが足りなくなるか全部めくるか答えるボタンを押さない限りパネルをめくり続けるようになる。
正解すると地図のかけらを入手できる。不正解の場合はエンディング後にそのステージをもう1度プレイする必要がある。絵合わせゲーム同様、すでに地図のかけらを手に入れたステージでは再挑戦はできない。
FLAGMAN DD
ほんとの最終章以外全てのステージをクリアすると遊べるゲーム。1プレイ100コイン。
手本としてDDが旗を上げるので、十字ボタンで同じように旗を上げる。1回正解ごとに旗を上げる回数が1回ずつ増えていく。また、ある程度進むとグギやプーもゲームに参加するようになり、選択肢が増える。
時間切れか1つでも間違えたボタンを押すとミスとなり、3ミスでゲームオーバー。ハイスコアが保存される。

### 仕様
- ゲーム内に数ヶ所あるエンディングの中からどれか1つでも到達すれば、選択可能なステージとステージごとにお宝を獲得したかどうかを確認できるチャート式の簡単なマップ画面が表示される（ただし、分岐ステージでは前ステージの各ゴールをクリアしなければ選べない）。
- ダメージやステージ落下によるゲームオーバーはないため、ボス戦ではボスの攻撃を受けるとボス戦のエリアから弾かれてやり直し（ボス戦ではコインは喪失しない）という扱いになる。しかし、ミスやミニゲームなどでコインを失う機会が多いことや、一度のダメージだけでボスに与えたダメージがリセットされる上に移動が必要など効率が悪い点もあり、リアクション以外の要素は続編に受け継がれなかった。
- 本作はゲームボーイとゲームボーイカラー両方に対応したソフトだが、一方でのセーブデータがある状態でもう一方のハードを使ってプレイすることができない。そのため、ゲームボーイでプレイしていたソフトをゲームボーイカラーでプレイする際は、カラーの方でソフトをリセットしなければならない（逆も同様）。

## ステージ

### 正規ルート
一切の隠しルートを通らずに進んだ場合のルート。全25ステージ。
第1章 さわがしい朝
ある日ワリオは、ブラックシュガー団にお宝を盗まれ、さらにワリオ城を荒らされてしまった。ワリオはお宝を取り返すべく、動き始める。
基本操作を覚えるため難易度は非常に低い。
第1話 目ざましどけいを 止めろ!
最初のステージ。ワリオが寝ているところからスタートする。最後の目覚まし時計を敵と同じ要領で倒せばクリア。
また、開始時に1分程（しかし1回エンディングを見ている場合は15秒ほど）眠っていればクリアとなり、隠しルート「のっとられたワリオ城」に向かうことになる。
第2話 巨大じゃ口の せんをしめよう!
ブラックシュガー団によって蛇口を全開にされ、城の中に川ができてしまっていた。水に落ちると大幅に戻されてしまう。上流へ向かい、蛇口をタックルで止めればクリア。
第3話 お城に穴をあけ 水をぬこう!
たまってしまった水を抜くべく、ワリオ城の中にある栓を壊しに行く。水中のアクションが特に多いステージ。
第4話 地下そうこへ むかえ!
地下の倉庫へ向かうため、ステージ全体が暗め。リアクション「つぶれる」を応用する場面もある。
第5話 巨大ヘビを たおせ!!
巨大なヘビのボス・ダイジャーが待ち受けている。ボスまでの道中はそこまでは長くない。マップ数も少ない。ダイジャーを倒すとクリア。
ある場所の隠しゴールに入ると隠しルート「地下へ!」へ向かえる。
第2章 ティーカップ号!
逃走したブラックシュガー団は、『スーパーマリオランド3 ワリオランド』にも登場したティーカップ号に向かっていた。ブラックシュガー団を追うワリオもティーカップ号に向かっていく。
章の前半はティーカップ号に乗り込むために森や海を泳いで進み、後半はティーカップ号の船内を探索する。
第1話 メンドリを 巣にもどせ
ブラックシュガー団は逃げる途中で、ワリオのペットの「メンドリ」を逃がしてしまった。彼らを追う前にまずはメンドリを巣に戻すべく、ワリオが奮闘することになる。また、ステージでは敵が復活しない。敵を活用すべき場所もある。
第2話 森からの だっ出!
森の中を進み、ティーカップ号へと向かう。マップ数は少ない。
第3話 ティーカップ号に のりこめ!!
ティーカップ号に乗り込むべく、水の中を泳いだりカモメの上を渡ったりする等アクション性が高いマップ。また、水流にワリオを引き込もうとする敵もいる。
第4話 イカリを おろせ!
ティーカップ号の錨を降ろすべく、広い船内を捜索する。錨を降ろすとクリアとなる。
隠し部屋の中にある船の栓を壊すと、隠しルート「かいていの巨大イセキ」へ向かえる。
第5話 ボーボーを たおせ!!
1作目にも登場したボス、ボーボーが待ち受けている。ボーボーまでの道は一本道に近い。
第3章 まよいの森!
ブラックシュガー団とワリオはティーカップ号を脱出し、迷いの森に向かう。
この章から障害物の数が多くなり、難易度は高くなる。
『スーパーマリオワールド』の同名の森とは無関係。
第1話 空をとんで まよいの森へ
フクロウのグーが初登場。水中を泳いだり空を飛んだりして、迷いの森へと向かう。
第2話 あぶない デカヤリクリをたおせ
正規ルート唯一のデカヤリクリステージ。落とし穴がある。また、亀に乗るアクションも初登場。タイトルは「あぶない刑事」のもじり。
第3話 まよいの森の イバラのメイロ!
イバラの迷路と言うだけあり、トゲやコツヘリが非常に多く、ダメージを受けやすい。さらに後半はグーに捕まり、そのトゲだらけの迷路を進むことになる。
第4話 まよいの森からの だっ出!
迷いの森から脱出する。プクバチが多く点在する。
第5話 巨大バチを たおせ!!
巨大なハチ・デュークが待ち受けている。また、そのボス戦で小さいハチも登場する。
第4章 町で
迷いの森を抜け、ブラックシュガー団は町に逃げ出した。追うワリオも、電車やビルの中に入り上へ下へと大移動することになる。
コースの構成状、落下が特に多い。
第1話 列しゃを 止めろ!
電車の中のステージ。屋根の上では向かい風の影響で後ろへ流されていく。先頭車両にあるブレーキにタックルすれば列車が止まり、クリアとなる。
第2話 ビルのおく上へ むかえ!
ビルを上へ上へと上っていく。途中の落ちる足場やガウガウなどが障害となる。潜入するビルには「NINTENDO」と書かれている。
第3話 ビルの地下へ むかえ!
ビルの中に入ったワリオは、今度は中から地下へと向かう。エレベーターが非常に多い。
第4話 だっ出! あやしい こうじょう
怪しい工場から脱出する。途中Tスイッチを切り替えてベルトコンベアの向きを変えないと奥へ進めない。
別のゴールが隠されており、そちらに入ると隠しルート「あやしい こうじょう」へ向かうことになる。
第5話 バスケットボールで かて!!
ウサギのようなバスケット選手・ダンクとバスケットボールで対決する。正規及び隠しルートの中で唯一ボス戦の勝利条件が特殊である。
相手を踏みつけるとボールの状態となり、そのボールをゴールにシュートすることで得点となる。先にゴールを3回決めれば勝利。逆に、相手に踏まれるとワリオも同様にボールになってしまい、その状態で捕まると必ずシュートされ、相手の得点になってしまう。
こちらもとある隠された部屋にゴールの扉があり、そこに入ると隠しルート「ぶきみな やかた」へ向かえる。
最終章 シロップ城!
長き道程を経て、シロップ城へとたどり着いたワリオ。数々の罠や隠し扉を乗り越え、シロップとの最終決戦へ向かう。
全ステージ上下左右に入り組んでおり、難易度が非常に高い。最終話をクリアするとエンディングとなる。
第1話 シロップ城へ むかえ!
シロップ城へと向かう。ここから背景が夕方のようになっている。グーにつかまったり、落ちる足場を上る個所もある。
第2話 シロップ城に のりこめ!
シロップ城内に潜入する。チビワリオや「凍る」といったリアクションが初登場する。
第3話 4匹のDDを たおせ!
4つの部屋の奥にいる色違いのDDを倒していく。全員倒せばクリア。
第4話 かくされたトビラを さがせ!
隠し通路を深く掘り進み、ゴール扉を探していく。そのため、壊せる壁が非常に多い。
最終話 さいごの たたかい!!
シロップとの最終対決。飛行メカに乗ったシロップが武装したヤリクリや爆弾を投げてくる。
最初は床から噴き上がる炎を避けつつ、ヤリクリをぶつけて攻撃。2回ダメージを与えると爆弾を投げてくる。爆弾は炎に投げ込み、火柱を起こしてシロップに当てると攻撃可能。

#### 隠しルート
一部のステージに存在する隠しゴールか条件を満たすと、正規ルートとは異なる隠しルートに進める。全25ステージ。
第2章 のっとられたワリオ城
正規ルート第1章1話にて、開始時に何も動かさずに放置していると進められる。
寝ている間に、ブラックシュガー団にワリオ城を乗っ取られ追い出されたワリオが城の奪還を狙う。
アクション性が正規ルート第1章よりも高くなっている。最終話をクリアするとエンディングを迎える。最短の6ステージでエンディングを迎えられるルートでもある。
第1話 ワリオ城へ!
ワリオが目を覚ますと城から追い出されていた。ワリオは森を急いで抜け出し、城へ戻る。
第2話 ワリオ城に のりこめ!
ワリオ城に乗り込むべく、ワリオが奮闘する。このステージもアクション性が高く、リアクションを上手く活用しないとゴールできない。
第3話 もっとあぶない デカヤリクリをたおせ
デカヤリクリを倒すステージ。しかし同じような部屋がいくつも続くので、混乱しがちにある。中には透明なブロックが詰まっている部屋もある。
第4話 大ひろまを とおって!
城の内部の大きな部屋を進む。クリアするだけなら簡単だが、コインを大量に集めるとなると難易度が高め。
最終話 シロップたちを 城からおい出せ!!
シロップとの最終対決。ヤリクリ型ロボット・メカクリが登場する。
メカクリが充電中に前からタックルを繰り返して、気絶したところをシロップにぶつけると相打ちとなり、シロップを撃墜できる。
第2章 地下へ!
正規ルート第1章5話にて、隠された部屋の扉に入れば進められる。
お宝を持って城の地下の洞窟へ逃げたブラックシュガー団をワリオが追う。
暗闇の場所が多数存在する。また、途中のTスイッチを作動させると内部が明るくなる仕掛けが多くある。第5話をクリアすると正規ルート第3章1話に合流する。
第1話 はぐれ デカヤリクリをたおせ
デカヤリクリを倒すステージ。序盤から暗い部屋が多く、見えない足場やドアもあるためTスイッチを活用して進むことになる。
第2話 おちてくるイワを よけながら!
岩が落ちてくるトラップが多数存在。小さい岩は敵と同じように持つことができるが、大きい岩はワリオが潰されてしまう。
第3話 列しゃを 止めろ!
地下鉄のステージ。正規ルート第4章1話と同じく、先頭車両のブレーキにタックルすれば列車が停車しクリアとなる。BGMもそのアレンジとなっている。
正規ルート第4章1話と比べて、ヤリのトラップやウッホが出るなど、難易度は高くなっている。しかし、屋根で向かい風にあおられるのは変わらない。
第4話 あの出口に むかうには
スタート地点の真上にいきなりゴール扉がある。しかし、見えない壁が邪魔をし、大きく洞窟を回り込んで行かなくてはならない。
第5話 どうくつのぬしを たおせ!!
イノシシのような外見の地下洞窟の主・イノッチが待ち受けている。イノッチはタックルしてワリオを叩き落とそうとしてくるので、それを避けて逆にこちらがタックルで叩き落とせばよい。ただし、ジャンプでかわされることもある。
第3章 かいていの巨大イセキ
正規ルート第2章4話にて、隠された部屋の船の栓を抜くと進められる。
沈んだティーカップ号の近くに巨大な海底遺跡があった。ブラックシュガー団はその海底遺跡に潜入し、ワリオも同様に追いかける。
独特なステージ構成とBGMとなっており、異質な雰囲気。最終話をクリアするとエンディングを迎える。
第1話 ティーカップ号からの だっ出!
水で満たされてしまったティーカップ号から脱出する。マップは正規ルート第2章4話と酷似しているが、水だらけなので攻略方法が大きく異なる。ゴール扉もイカリを落とした個所の少し先にある。
第2話 はみだし デカヤリクリをたおせ
デカヤリクリを倒すステージ。ブロックを壊しながら深く下へ落ちていく。分岐しているため、誤った個所へ行けばコース開始時場所まで戻り、ループしてしまう。
第3話 イセキのおくへ ころがりすすめ!
坂で転がるアクションを多用するステージ。単純に転がればすぐにゴール扉に到着するが、転がりながらのジャンプを活用することで、コース各所の扉に進める。
第4話 イセキのなかから だっ出!
海底遺跡を脱出する。このステージではゴール条件によって正規ルート第4章1話か本章最終話のどちらかのコースに進める。前者は巨大な魚のボス・ビッグカムカムを倒し、後者は隠されたゴール扉に入ればよい。
最終話 とらえられた シロップ!!
泡のような敵・アワボウボウにシロップが捕まってしまった。アワボウボウはワリオをも捕まえようとする。
アワボウボウの頭部を踏み続ければ倒せるが、1回踏むたびに分身して攻撃を当てにくくしてくる。
最終章 ぶきみな やかた
正規ルート第4章5話にて、隠された部屋の扉に入れば進められる。
ブラックシュガー団は恐ろしく不気味な雰囲気を醸し出す洋館に逃げ込んだ。勿論ワリオも洋館に潜入するが……。
難易度は最高峰で、ギミックが非常に複雑。そのため一つのステージをクリアするだけでも5〜10分はかかる。最終話をクリアするとエンディングを迎える。また、この章のみ意外な結末を迎えることとなる。
第1話 もっともあぶない デカヤリクリをたおせ
デカヤリクリを倒すステージ。最初のマップは出てきた扉の上に描かれている敵と同じ敵が登場するギミックがある。
第2話 フクロウに つかまって
グーに捕まりながら進むステージ。しかしTスイッチを切り替えないとグーを利用できないなど、ギミックも非常に多い。
第3話 トビラを ひらくほうほうは
ある扉に入ると、出てきた時にその扉が閉まり別の扉が開くというギミックがある。
第4話 いきは よいよい かえりは こわい
ゴール扉はスタート地点の近くだが、Tスイッチを切り替えないと入れない。しかし、タイトル通り一度入った部屋には敵が出現するようになるため、一筋縄でのクリアはできない。
最終話 とらえられた シロップ!!
シロップは館の主・シロマジンに捕らえられてしまった。シロマジンは上からつかみかかってくるので、失敗したところをタックルで攻撃する。
最終章 あやしい こうじょう
正規ルート第4章4話にて、隠された部屋の扉に入れば進められる。
ブラックシュガー団を追って、ワリオは町の地下にあった怪しい工場の奥へと進む。
いずれのステージも内部が非常に広く、コインの数が全体的に多い。最終話をクリアするとエンディングを迎える。
第1話 あきれた デカヤリクリをたおせ
デカヤリクリを倒すステージ。地下へと潜るとデカヤリクリの部屋へ行けるが、ツリウオのトラップもある。
第2話 こうじょうの おくへ!
工場の奥へと進む。動くトゲのトラップが初登場。ゴール扉へはリアクションを活用する必要があり、難易度が高い。
第3話 水を あやつって!
水の流れを切り替えながら進む。Tスイッチを切り替えると水流が流れたり止まったりする。水の量も変わる。
第4話 でんげき イライラフクロウ
電気のトラップを避けながら、グーで移動する。開始時の部屋は広大でコインが非常に多い。ステージ名の元ネタは「電撃イライラ棒」。
最終話 まちうけていた シロップ!!
シロップとの最終対決。飛行メカに乗ったシロップが爆弾を投げてくる。
最初は体当たりを行ってくるので、タックルで攻撃。3回ダメージを与えると爆弾を投げてくる。爆弾は踏んで落とした後、シロップに投げ返して攻撃する。

### 最終ルート
正規及び隠しルートを、ミニゲームを含めて全てクリアすると出現する。全1ステージ。
ほんとの最終話! タイム アタック お宝をよこどりだ!!
タイムアタックとなっている。クリアするとエンディングを迎える。
背景に不気味な目や口が描かれていたり、敵キャラクターまでもが壁に埋められているなど謎めいた洞窟の中をひたすら進み、デカヤリクリを倒すのが目的。
全てのコースの中でも逸脱した難易度であり、様々な技術を使うこととなる。また、ミニゲームが存在せず、ステージ上にコインがあるが結果画面のみでしか枚数を見ることが出来ない。

## 敵キャラクター

### ザコキャラクター
ヤリクリ
前作にも登場した、槍を持ったクリクリ。ただし、本作にはクリクリは出ない。今回はバンダナをつけて登場。
デカヤリクリ
大型のヤリクリ。デカクリとは違い、頭を複数ヒップドロップして倒す。倒すと確実に銀コインを落とす。デカヤリクリの撃破が一部のステージのゴール条件である。
コツ時計
第一章第一話でヤリクリが仕掛けた時計。やかましい騒音を出す。
チュウタ
小さい穴から出てくるネズミ。ワリオがダメージを受けるような攻撃はしてこないが、倒してもコインを落とさない。
パンチ
前進しながらボクシンググローブでパンチ攻撃をしてくる敵。小さく弱そうな見た目だが、油断は禁物。性質的にはヤリクリと似たような敵。
Dバット
ワリオが下を通ると空からワリオを掴もうとするコウモリ。掴まれるとコインを落としてしまうが、潰れている時に掴まると元の状態に戻れる。ドドンを持つ者もいる。
ドドン
大きな分銅で、Dバットが持ち上げては落としている。落ちると地震が起き、ワリオの上に落ちるとワリオが潰れる。
ヒキツネ
持っている松明から火を噴くキツネ。近づくと松明の火を強く燃やして小走りで寄ってくる。その火に触れるとワリオが燃える。リアクションが不要な場面では地響きを利用して確実に倒すのが有効。
プー
前作にも登場した餅のような敵で、触れると膨らむ。通路を塞ぐように配置されていることが多い。アタックや踏み付けが効かず、他の敵を投げるかリアクションで倒せる。今作では主に狭い場所にいる。
ウッホ
ワリオ曰く「バカっぽい顔」をした猿。見た目は弱そうだが鉄球を投げてくる危険な敵。隠しルートのみ出現する。
トゲメン
トゲのある仮面を被った敵。跳ねて移動し、障害物にぶつかると丸まる。トゲを出している状態では無敵。
ツリウオ
コインを餌に釣りをする魚。コインに触れると釣られて上に引き上げられる。ツリウオのコインは少し暗い色をしていて、地上では判別は簡単だが、水中だと周りのコインも暗い色になるため少々わかりづらい。しかも、本物のコインと重なっていることもある。倒してもコインを落とさない上、すぐに復活する。
グギ
集団で眠っている敵。衝撃を与えたり、仲間が倒されたりすると目を覚まして一定時間無敵になって暴れる。
DD
前作にも登場した、ゴーグルとバンダナを着用したダチョウの敵。普段は汗をかきながら周囲をうろついており、ワリオが近付くと手に持ったブーメランを投げて攻撃する。色違いのDDを倒すことがクリア条件の変則的なステージもある。なお、前作よりもブーメランの速度が上がっており、強化されている。
また、全部のステージをクリアすると、DDの旗上げゲームが遊べるようになる。
ヤチョー
鳥。ワリオを見ると横一直線に飛んでくる。倒してもコインが出ない。
オンドリ
オスのニワトリ。正面から接触、または地震を起こすと正面に突撃してくる。メンドリを持っている状態で発見されると即座に突撃してくる。タックルでは倒せず、ヒップアタックを使う必要がある。
メンドリ
メスのニワトリ。敵ではなく、ワリオのペット。無事に巣に届けて卵を産ませるとクリア条件の変則的なステージもある。
コック
ワリオ曰く裸でエプロンをしている変態かもしれない敵。食べると太ってしまうカロリーが非常に高いケーキを投げてくる。
ペンペン
ペンギン。ワリオを見ると、手にしたジョッキからビールを投げてくる。ビールをワリオが浴びると酔っ払う。他の敵とは違いヒップアタックの衝撃で転倒するため、ヒップアタックが有効。
海外版ではジョッキが黒い球に変わっている。
ゾンビ
自分の頭を投げてくるゾンビ。投げる頭に触れるとワリオもゾンビになる。通常の攻撃では一定時間消えるだけで、完全に倒すにはゾンビになって攻撃するしかない。
ハンマー
ハンマーを持ったゴリラ。こちらを発見するとハンマーを振りながら突撃してくる。ハンマーで叩かれると、ワリオの体がバネになって跳ねる。
プクバチ
ハチ。上空をうろつき、こちらを発見すると針で刺しに来る。刺されるとワリオの顔が膨らむ。敵をかついでいると、互いにぶつかって自滅する。
マジシャン
緑のローブを着たマジシャン。遠距離から魔法で攻撃し、ワリオが魔法に触れるとチビワリオになる。
正体は2匹のヤリクリで、地震を起こしたり触ったりすると正体を現す。
ガウガウ
前作にも登場したオオカミ。前作ではナイフを投げてきたが、今作では高い窓から顔を出し、ビンを投げてくる。触れると一定時間いなくなるが、またすぐ姿を見せる。タックルやヒップアタックで倒せる。
ピーカン
前作にも登場したバンダナを付けたペリカン。近づくと口から魚の骨を吐いてくる。狭い足場に現れると厄介である。
イナマズ
ナマズ。近づくと動きの速い電気玉を投げてくる強敵。
ユキマル
雪だるま。スキーで滑って移動しており、不規則に動く。近づくと口から雪の結晶を吐き、ワリオがそれに触れると凍る。
ドリル
水中に登場する魚。鼻からドリルが生えていて、ワリオを見ると突進してくる。水中での攻撃手段のないワリオには倒すことができないが、下腹部に頭突きを食らわせると少しの間動けなくすることが可能。
ユーレイ
幽霊。一定の軌道を描いて飛んでいて、触れるとワリオがゾンビになる。無敵。
コツヘリ
空を飛ぶ紫色のドクロ。全身にトゲがあり、触るとダメージを受ける。無敵。縦移動、横移動、円を描くの3つの移動パターンがある。
グー
フクロウ。普段は寝ているが触れると目を覚まし飛び回る。足を掴むと空を飛べる。手を放すとどこかへ飛んで行ってしまう。
ウツツボ
ウツボ。水中にいて、捕まると海底に引きずり込まれる。倒すことができず、よけるしかない。
ネガメ
鼻提灯を膨らませて寝ているカメ。水流の強い所では、橋代わりの助っ人。
トビー
水面から飛び出してくる魚。
カモメ
かもめ。足場として利用できるが、乗ると、画面奥へ逃げ出してしまう。

### ボスキャラクター
●ワリオが今作から不死身の為、天井に上げられるか、下に落下したら負けと見なす。
ダイジャー
巨大ヘビ。ワリオがいる方向に向かって来て、飲み込もうとしてくる。飲み込まれた場合はワリオがタマゴにされて天井に飛ばされて負けとなる。弱点の頭を数回踏みつければ勝ち。
ボーボー
前作でもボスとして登場した鷹。羽ばたいてワリオを天井に飛ばそうとする。低く飛んでる時に頭を数回踏むと勝ち。
イノッチ
姿は猪。ワリオに向かってタックルをしてきて、ワリオを下に落とそうとする。ジャンプでよけてイノッチが滑っている隙にアタックして落とすとダメージを与えられる。3回落とすと勝ち。
メカクリ&シロップ
シロップが操縦しているヤリクリのロボット。通常は攻撃をしても効果はないが、シロップがエネルギーを充電して腕を上げている時に正面からアタックするとダメージを与えられる。なお、充電していないときに正面にぶつかると、槍で上に投げ上げられて負けとなる。3回アタックすると気絶するので、持ち上げてシロップに向かって投げると勝ち。
デューク
巨大蜂。デューク自身の攻撃はワリオがいる位置に向かっての急降下だけだが、デュークが出してくる小蜂が厄介。小蜂はワリオに目掛けて刺そうとし、顔を膨らませて天井に上げようとする。頭を4回踏むと勝ち。
ビッグカムカム
巨大ピラニア(魚)。ワリオに勢いよく近づき食べようとしてくる。飲み込まれてしまった場合は天井に吐き出される。下腹部が弱点。
アワボウ
泡の姿をしたモンスター。ワリオを泡の中に閉じ込めようとしてくる。頭を踏むとダメージを与えられるが、ダメージを与えるたびに分裂する。
ダンク
バスケットボールを持ってるウサギ。頭を踏みボールにしてゴールに3回シュートすれば勝ち。踏まれるとワリオの方がボールになり、捕まるとシュートされる。3回シュートされてしまうと負け。
シロップ（シロップ城）
床から炎の吹き出す広間で待ち受けていた女海賊のボス。吹き出す炎に乗ってしまうとそのまま上へ持ち上げられる。最初は下から出してくるヤリクリを持って2回ぶつける。次は横から爆弾を投げてくるので、床にあたる前にキャッチして炎に当てると炎が伸びる。これをシロップに3回当てると勝ち。
シロマジン
名前通りの白い魔人。上から下に降りて来てワリオを捕まえようとする。シロマジンの攻撃を交わして、アタックを4回したら勝ち。
シロップ（工場）
工場の最奥で待ち構えていたボス。最初はマシン自体が下に飛んでくるので、3回アタックする。その後は大きな爆弾を上下または左右に飛ばしてくる。爆弾を踏みシロップに3回当てると倒せる。しかし、爆弾は一定時間しか停止しないので早めに投げる。遅かった場合は爆発しワリオが下に落とされる。

## 移植版
| No. | タイトル                   | 発売日                                                    | 対応機種           | 開発元           | 発売元 | メディア                              | 型式                                   | 備考 | 出典        |
| --- | -------------------------- | --------------------------------------------------------- | ------------------ | ---------------- | ------ | ------------------------------------- | -------------------------------------- | ---- | ----------- |
| 1   | ワリオランド2 盗まれた財宝 | 1998年10月21日 1999年2月10日 1999年2月25日 1999年12月31日 | ゲームボーイカラー | 任天堂開発第一部 | 任天堂 | 16メガビットロムカセット              | DMG-AW2J-JPN DMG-AWLE-USA DMG-AWLP-EUR |      |             |
| 2   | ワリオランド2 盗まれた財宝 | 2012年4月4日 2012年7月19日 2012年12月20日                 | ニンテンドー3DS    | 任天堂開発第一部 | 任天堂 | ダウンロード （バーチャルコンソール） | -                                      |      | [ 4 ] [ 5 ] |

## スタッフ
- ディレクター：細川豪彦
- メイン・プログラマー：山中勝
- プログラマー：山野勝也、尾崎亘洋
- キャラクター・デザイナー：清武博二
- スクリーン&マップ・デザイナー：上田正二
- コーディネーター：松村聡
- サウンド・デザイナー、音楽：石川こずえ
- パッケージ&マニュアル・デザイナー：井上泰夫
- スペシャル・サンクス：佐野真也、松岡洋史、 真下雅彦、福井浩太、山根智義、平野勲、任天堂開発第一部、スーパーマリオクラブ、ジム・ウォーネル、カヨミ・マクドナルド
- プロデューサー：出石武宏

## 評価
ゲーム誌『ファミ通』の「クロスレビュー」では合計25点（満40点）となっている。